# Powiat Łaski
Der Powiat Łaski ist ein Powiat (Kreis) in der polnischen Woiwodschaft Łódź. Der Powiat hat eine Fläche von 617,38 km², auf der 51.000 Einwohner leben.

## Gemeinden
Der Powiat umfasst fünf Gemeinden, davon eine Stadt-und-Land-Gemeinde und vier Landgemeinden.

### Stadt-und-Land-Gemeinde
- Łask (Lask)

### Landgemeinden
- Buczek (Buczek)
- Sędziejowice (Sedziejowice)
- Widawa (Widawa)
- Wodzierady (Wodzierady)